# Magneto (Marvel Comics)
Magneto (Erik Magnus Lehnsherr, nascido Max Eisenhardt) é um personagem fictício do Universo Marvel, um supervilão criado e publicado pela editora Marvel Comics, sendo considerado um dos principais inimigos dos X-Men. Magneto é um mutante com enormes poderes de manipulação de campos magnéticos, além de controlar qualquer tipo de metal, incluindo o Adamantium. Embora pareça controlar a gravidade a seu bel prazer, na verdade Magneto precisa estar com vestimentas que possuam componentes metálicos, os quais seus poderes controlam: isso lhe dá efetivamente o poder de voar. Isso pode ser visto em um dos filmes, quando ele precisa criar um finíssimo disco de metal para, após ter subido nele, flutuar sobre um abismo (quando estava fugindo do cativeiro). Possui também um capacete que o protege contra ataques psiônicos. Sua primeira aparição foi em X-Men Vol. 1, em 1963, sendo o primeiro vilão a ser enfrentado pelo grupo, e após muitos anos de lutas.

## Família
Até o começo da década de 2010, os gêmeos Wanda Maximoff e Pietro Maximoff, também conhecidos como Feiticeira Escarlate e Mercúrio, eram filhos de Magneto, após o retcon da editora foi revelado que os dois não eram filhos de Magneto. Atualmente na Marvel, Magneto possuí somente uma filha, a mutante Lorna Dane, também conhecida como Polaris, que em sua mutação herdou os mesmos poderes de seu pai.

## Biografia ficcional do personagem
Nascido Max Eisenhardt, foi perseguido junto com sua família, por serem de origem judaica. Após ver todos seus familiares serem mortos, foi mandado para o campo de concentração de Auschwitz onde trabalhou como Sonderkommando. Lá ele também conheceu uma Cigana chamada Magda, e os dois fugiram do campo de concentração durante uma revolta em 4 de Outubro de 1944. Com muita dificuldade, ele reconstruiu sua vida, teve uma filha com Magda, Anya, e passou a atender pelo nome "Magnus". Apesar de Magnus ser chantageado por um capataz a dar metade de seu salário para manter seu emprego, eles viviam tranquilamente em uma vila russa. Ao recusar-se a continuar a aceitar a chantagem, Magnus teve sua casa incendiada por esse mesmo capataz e não recebeu ajuda de nenhum vizinho. Após ver sua filha ser queimada viva, ele utilizou seus dons de controle do magnetismo para matar todos que estavam no local, revelando pela primeira vez, seus poderes mutantes publicamente. Chocada com a cena, Magda o abandona, sem que ele soubesse que ela estava grávida novamente. Ela andou até chegar à Montanha Wundagore, onde foi acolhida pelo Alto Evolucionário e, ajudada pela criatura Bova, teve seus dois filhos gêmeos bivitelinos: um menino igual ao pai e uma filha igual a mãe. Magda fugiu tão que pôde andar, deixando as crianças aos cuidados do Alto Evolucionário, que os repassou a Django Maximoff, um cigano que morava em uma tribo nas proximidades da montanha. Magnus também assume a identidade de "Erik Lehnsherr, o Sinto".
Em um hospital em Israel, Magnus conheceu o Professor Charles Xavier. Os dois se tornaram aliados, com frequentes discussões sobre o rumo que os mutantes deviam ter. Após os dois resgatarem uma amiga mútua, Gabrielle Haller, do Barão Strucker, Magnus se apoderou da reserva de ouro do Barão, e se separou de Charles por ter visões conflitantes das dele, passando a assumir o nome de Magneto. Desde então, ele abandonou a crença na humanidade, passando a acreditar que somente dominando-a, os mutantes poderiam ter alguma chance de sobreviver. Magnus passa a atuar como terrorista, lutando a favor dos mutantes contra a humanidade. Em sua primeira aparição pública como Magneto, ele entra em conflito com a primeira formação dos X-Men (também em sua primeira missão), ao tentar roubar mísseis nucleares americanos.
Na tentativa de criar um império mutante, Magneto já liderou duas equipes para fazer frente aos X-Men: a Irmandade de Mutantes e os Acólitos.
Curiosamente Magneto também já liderou os X-Men em duas ocasiões. A primeira foi durante a estada do Professor X fora da Terra, quando ele foi levado para o Império Shiar para receber tratamento médico. Nessa época, acreditava-se que Magneto pretendia se regenerar e o próprio professor Xavier deu-lhe a função de líder. Esse momento marca a saída dos membros originais dos X-Men, que não aceitaram ser guiados por seu ex-inimigo, para formar o X-Factor. A liderança de Magneto sobre os pupilos de Xavier foi encerrada à força quando ele deliberadamente não impediu a morte do mutante Cifra (membro dos Novos Mutantes). A outra situação em que liderou os X-Men foi na realidade alternativa apresentada na saga Era do Apocalipse, na qual, inspirado pela morte de Xavier, numa tentativa de salvá-lo, Magneto adotou para si os ideais de convivência pacífica entre humanos e mutantes.
Posteriormente, porém, retomou sua idéias de domínio mundial, sendo o principal vilão de várias sagas, tais como Guerra Magnética, onde (com a ajuda do andróide Ferris) ele obteve controle de toda energia eletromagnética do planeta, chantageando a ONU e exigindo que ele fosse declarado soberano de Genosha. Apesar da resistência dos X-Men e do sacrifício de Joseph (que morreu para que a energia eletromagnética da Terra não saísse de controle), Magneto obteve o que queria. Como soberano de Genosha, ele organizou um exército mutante, disposto a dominar a Terra (eventos mostrados na saga Amanhecer Violento), sendo detido por Logan, que aparentemente o matou. Magneto porém, ressurgiu meses depois, se aliando novamente a Xavier, depois de Cassandra Nova usar dois Sentinelas Gigantes para devastar Genosha. Atualmente ele está sem os poderes, devido ao Dia M.
Magneto tinha quatro filhos: a Anya, Wanda, Pietro Maximoff e Lorna Dane, sendo os três últimos mutantes. Os dois primeiros já fizeram parte da Irmandade de Mutantes, mas posteriormente se regeneraram. Wanda fez parte de várias formações dos Vingadores e Pietro atuou junto de vários outros grupos, tendo inclusive ajudado mais de uma vez pelo Quarteto Fantástico. Atualmente, porém, após edições da Marvel, Wanda e Pietro não são mais filhos do Mestre do Magnetismo e nem mutantes, sendo Lorna sua unica filha canônica.

## Joseph
Houve também um clone de Magneto, chamado de Joseph, feito por Astra, que originalmente pretendia usá-lo para se vingar de Magneto. Esse clone apareceu sem memória na floresta amazônica no norte do Brasil e tinha uma moral menos maniqueísta que a do Magneto original. Mais tarde ele encontrou os X-Men que o enfrentaram, pensando que fosse Magneto. Durante um curto período ele atuou do lado da equipe mutante até que o verdadeiro Magneto retornou. Ele aproveitou a existência do clone que todos acreditavam ser ele para colocar em prática o seu plano de criar uma nação mutante na Terra no evento chamado Guerra Magnética. O seu clone ajudou a impedí-lo sacrificando a própria vida. Porém, mesmo assim a ONU se intimidou com as ameaças de Magneto e deu a ele soberania sobre a nação de Genosha.

## Poderes e habilidades
Magneto possui o poder de manipular qualquer tipo de metal, inclusive Vibranium e Adamantium. Ele tem o controle do magnetismo, do metal, e vários campos magnéticos, com isso ele cria campos de força eletromagnéticos, pode literalmente desligar a gravidade em volta de si isso lhe permite voar a distâncias e velocidades razoáveis. Magneto tem controle total sobre todas as formas de magnetismo e utiliza esse controle para manipular metais ferrosos e conseguir uma variedade de efeito. Magneto pode manipular o campo eletromagnético de um planeta inteiro e também já aproveitou o magnetismo para parar exércitos, levantar ilhas do fundo dos oceanos, mover montanhas, mudar o curso dos rios, e devastar o mundo com inundações e terremotos. Magneto uma vez cobriu todo o globo com um pulso eletromagnético auto-gerado que causou devastação mundial. Além disso, ele pode usar seus poderes magnéticos em mais de uma maneira simultaneamente. Ele pode criar, montar, destruir e reconstruir máquinas, armas e objetos em questões de segundos através de seus poderes. Entre suas habilidades estão o seu intenso treinamento para resistir a ataques telepáticos (exceto ataques do Xavier e da Jean, que são os maiores telepatas), resistência que aumenta quando está com seu capacete, Erik também possui treinamento militar, é um grande estrategista e poliglota falando mais de 5 línguas. Magneto pode utilizar seu poder para manipular luz, som, eletricidade, calor e quase qualquer outro tipo de energia. Isso lhe permite gerar calor ou gelo, ficar invisível, controlar vários tipos de radiação, criar pulsos eletromagnéticos, explodir coisas, e interferir nas células de seres vivos, com isso ele é capaz de diagnosticar, curar, anestesiar ou até mesmo controlar o ferro no sangue. Ele possui sentidos e reflexos ampliados e especiais, podendo enxergar calor e infravermelho, entre outros tipos de energias não-visíveis, além da capacidade de rastrear pessoas, equipamentos eletrônicos e metais utilizando o campo magnético terrestre, no qual nota qualquer alteração. E um dos mutantes do nível ômega mais fortes da Marvel.

## Em outras mídias

### Desenhos Animados
- Em um episódio do desenho de 1978 do Quarteto Fantástico, Magneto (que não é descrito como um mutante, e se desloca em um carro ao invés de voar) assume o controle da equipe. Foi dublado por John Stephenson.
- Apesar de só ter aparecido em duas edições da revista do Homem-Aranha, Magneto participou de duas séries do aracnídeo nos anos 80, em um episódio da série de 1981 e outro de Spider-Man and His Amazing Friends.
- Magneto é um personagem proeminente de X-Men: Animated Series, sendo um vilão na primeira temporada e um aliado durante a maior parte da série, combatendo vilões comuns aos X-Men como os Sentinelas.[3]
- Na série X-Men: Evolution, Magneto aparece na primeira temporada como um manipulador nas sombras, e na segunda como uma ameaça mais direta. Para compartilhar a aparência jovem dos outros personagem, passa por um processo rejuvenescedor igual ao que criou o Capitão América.
- Wolverine and the X-Men (série)

### Filmes
Ian McKellen interpreta Magneto na trilogia de filmes dos X-Men. No primeiro filme, ele é o principal vilão, sequestrando Vampira para operar uma máquina que induz mutações (que transformaria os líderes da Terra em mutantes). Em X2, após se libertar da prisão, Magneto se une aos X-Men para combater o Coronel William Stryker - para em certo ponto tentar matar os humanos normais usando a cópia do Cérebro construída por Stryker. Em X-Men: O Confronto Final, Magneto convoca um exército para atacar a ilha de Alcatraz, onde uma "cura para mutações" estava sendo criada. Durante a batalha de Alcatraz, Fera injeta a cura em Magneto, mas na cena final do filme mostra-se que ele aparentemente está recuperando os poderes.
Em 2011, foi lançado X-Men: Primeira Classe, uma prequela mostrando as origens dos X-Men. No filme, Erik Lensherr, interpretado por Michael Fassbender, começa a caçar oficiais nazistas que trabalharam no campo de concentração em que esteve preso, principalmente Sebastian Shaw, o assassino de sua mãe. Lensherr conhece Charles Xavier e usou seus poderes ao lado dos X-Men para deter Shaw, mas no final se desentende com o amigo e cria a Irmandade de Mutantes. No filme, é revelado que o capacete que bloqueia a telepatia de Xavier foi criado pelos soviéticos para Shaw, e que o nome Magneto foi cunhado por Mística.
No filme Wolverine Imortal (The Wolverine), ele aparece na cena pós créditos com Charles Xavier dizendo algo sobre novas armas dos humanos para caçar mutantes.
Em X-Men: Dias de Um Futuro Esquecido, Ian McKellen retorna ao papel de Magneto no Futuro, e Michael Fassbender o interpretou jovem.
Em X-Men: Apocalypse, Michael Fassbender volta como Magneto na versão Jovem agora sendo um dos Quatro Cavaleiros do Apocalipse onde estão a Psylocke, Arcanjo, ele e Tempestade que enfrentam os X-men.
Em X-Men: Fênix Negra, Erik é líder de uma ilha chamada Genosha quando Jean Gray vem pedir ajuda devido a um acidente. 

### Videogames
- Magneto é o chefe final do arcade X-Men, tendo sequestrado o Professor X e Kitty Pryde.
- Magneto é um chefe em X-Men: Children of the Atom, combatido pelos heróis na estação espacial Avalon.
- Magneto é um dos vilões em X-Men: Madness in Murderworld, X-Men: Mutant Apocalypse e Marvel Super Hero Squad.
- Em X-Men 2: Clone Wars para Mega Drive, Magneto é um chefe e, pela primeira vez, um personagem jogável, se unindo aos X-Men após ser derrotado por eles na terceira fase ao descobrir que sua equipe foi assimilada pela raça Falange.
- Em Marvel Super Heroes e X-Men vs. Street Fighter Magneto é um personagem jogável, inspirado em sua versão de Children of the Atom.
- Em Marvel vs. Capcom: Clash of Super Heroes, Magneto é um parceiro de assistências, e um personagem jogável em Marvel vs. Capcom 2: New Age of Heroes (padrão no arcade, destravável nos consoles) e Marvel vs Capcom 3: Fate of Two Worlds.
- Magneto é o principal antagonista de X-Men Legends. Em X-Men Legends II: Rise of Apocalypse, ele é um personagem jogável, e em Marvel: Ultimate Alliance, aparecia apenas em uma cena - mas um pacote para downloads da versão de Xbox 360 o acrescenta como personagem jogável.
- Magneto é um personagem jogável em Marvel Nemesis: Rise of the Imperfects, mas não possui nem sua capa nem capacete (no PSP ainda mantém o capacete).
- Magneto é um personagem jogável em Lego Marvel Super Heroes, ao completar missões você pode desbloqueá-lo